# 피어스 웽거

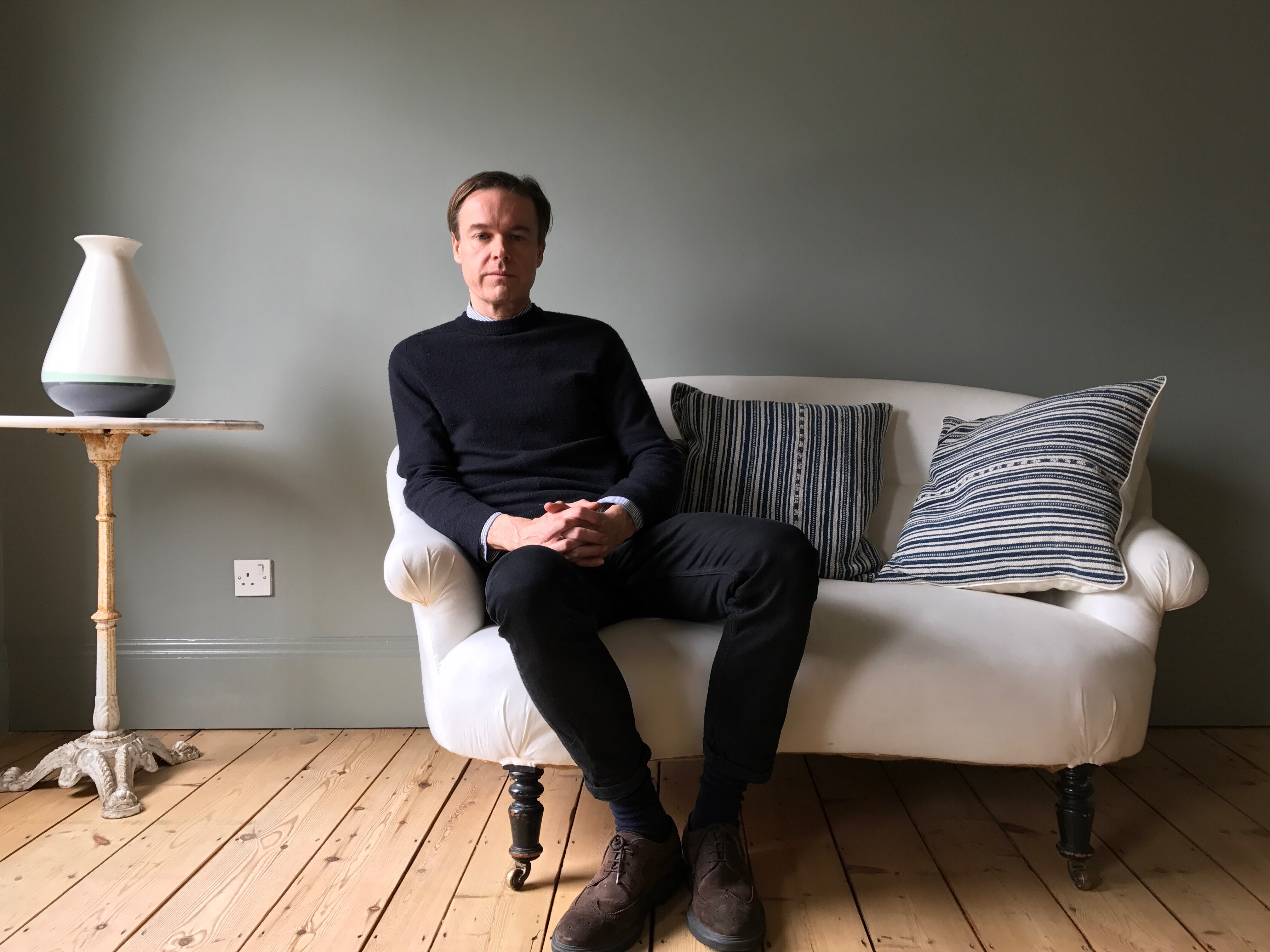
피어스 벵거

피어스 웽거 (Piers Wenger, 1972년 6월 29일~)는 BBC 드라마 기획본부장을 지내고 있는 영국의 방송인이다. 

## 경력
1972년 6월 29일 영국 스태퍼드셔주의 스토크온트렌트에서 피어스 존 웽거 (Piers John Wenger)라는 이름으로 태어났다.
2000년대 초부터 프로듀서로 활동하였다. 이 시기 영국의 또다른 프로듀서 빅토리아 우드와 주요 작품제작에서 10년 넘게 긴밀히 협력해 왔다. 2006년 ITV에서 방영된 <주부 49세>의 프로듀서를 맡아 영국 아카데미상과 RTA상을 수상하였으며, 2007년 <발레 슈즈>의 프로듀서를 맡았다.
2009년 BBC 웨일스의 드라마국장으로 임명되어 BBC에 발을 들였다. 같은해 BBC의 SF 드라마 <사라 제인 어드벤처>의 총괄프로듀서를 맡게 된 것을 계기로 2010년부터는 <닥터 후>의 총괄프로듀서로 발탁되었다. 수석작가 스티븐 모펏과 함께 2010년 시즌 5와 2011년 시즌 6의 제작을 지휘하였다.
2012년 채널 4의 드라마국장에 임명되어 4년간 활동하였다. 이 시기에는 ITV의 여러 인기 드라마를 감독하게 되었는데, 2015년 2월에는 영국령 인도의 말년 통치기를 다룬 역사드라마 <인디안 서머>의 제작을 맡았으며, 채널 4에서 방영된 드라마 가운데 20년 만의 최고 시청률을 기록하였다. 2015년 말에는 경찰 드라마 <노 오펜스>를 런칭하여 왕립텔레비전학회 최고의 드라마상을 수상하기도 했다. 이밖에 AMC와 SF 드라마 <휴먼스>를 공동 제작하였다.
2016년 BBC 드라마 기획본부장으로 임명됐다. 작가 톰 스토파드의 <퍼레이드 엔드>, 케빈 엘리엇 주연의 크리스토퍼 이셔우드 전기 드라마 <크리스토퍼 앤드 히스 카인드>를 제작하였다.
2021년 BBC 드라마국장에 임명된 피어스 웽거는 영국 북부를 무대로 한 드라마 <워털루 로드>의 복귀를 위해 장기 방영되던 병원 드라마 <홀비 시티>를 종영키로 한 결정에 대해 마지못해 지지했다는 입장을 밝혔다.

## 참여 작품
프로듀서
- 주부 49세 (2006년)
- 발레 슈즈 (2007년)

총괄 프로듀서
- 사라 제인 어드벤처 (2009년)
- 닥터 후 (2010년~2011년)
- 위층, 아래층 (2010년)
- 에릭과 어니 (2011년)